# Tilo de Eminescu
El tilo de Eminescu (en rumano:Teiul lui Eminescu) es un tilo plateado (Tilia tomentosa) ubicado en el parque Copou en Iași, Rumania

## Descripción

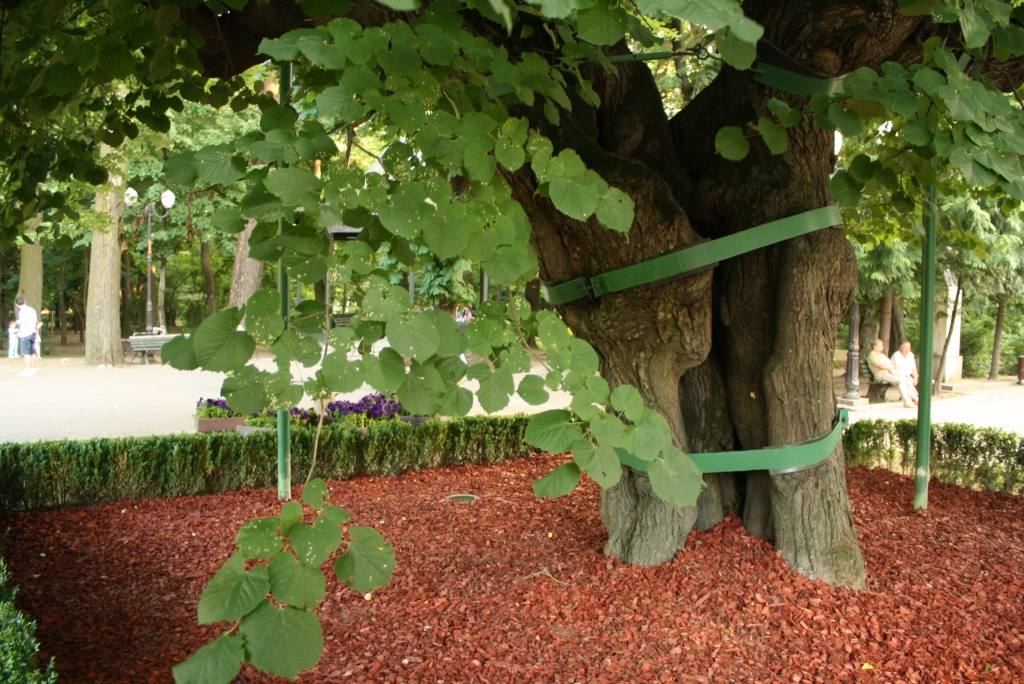
El tilo en detalle.

Según la historia, el poeta rumano Mihai Eminescu escribió algunas de sus mejores obras bajo este árbol, convirtiéndolo en uno de los monumentos naturales más importantes de Rumania y en ícono de Iași. Según datos oficiales de la Agencia de Protección Ambiental de Iași, el árbol tiene aproximadamente 458 años. Una datación más reciente realizada usando un barrenador incremental, calculó la edad del árbol en unos 540 años.

## Símbolo cívico

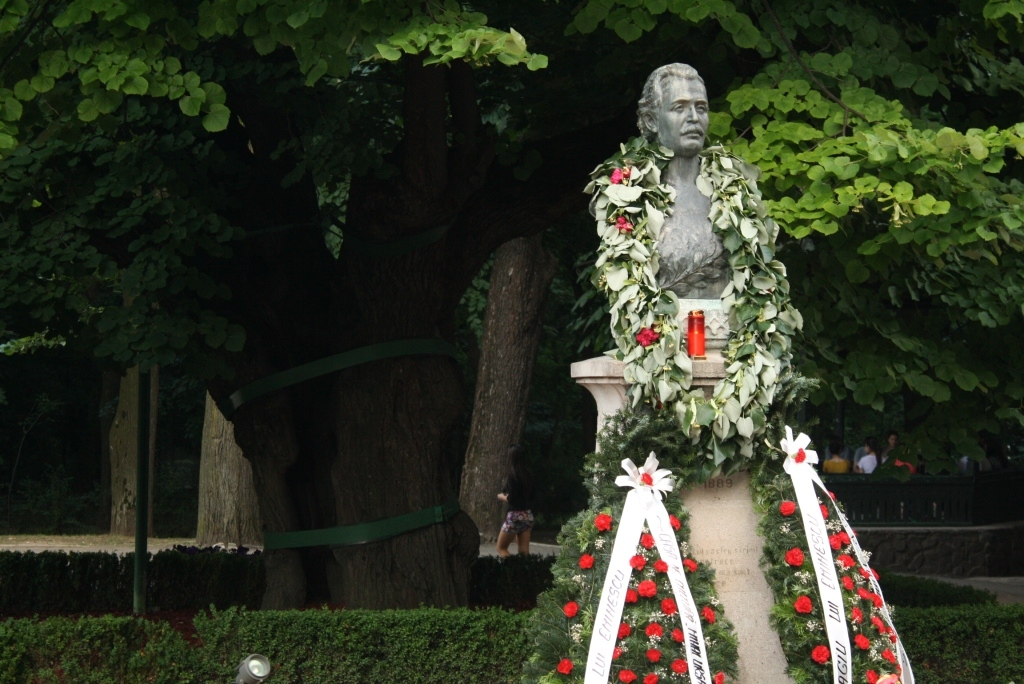
Busto de Eminescu frente al tilo.

El árbol fue utilizado como símbolo cívico por los estudiantes que protestaron en febrero de 2013, contra la tala de tilos en el centro de Iaşi, y su reemplazo con arbustos japoneses por parte del municipio local. En noviembre de 2015, la decisión fue revocada luego de un referendo público sobre el tema, que resultó en el restablecimiento de los tilos en el centro de la ciudad.

## Estado actual
En junio de 2014, la Asociación Dendro-Ornamental "Anastasie Fatu Iaşi", respaldada por el Grupo Académico Iaşi y la campaña cívica "Iașul Iubește Teii" (Iași ama sus tilos), con el apoyo de "Asociația Peisagiștilor din România" (ASOP) y el "Centrul de resurse pentru participare publica" (Centro de Recursos para la Participación Pública), advirtió al Ayuntamiento sobre la condición crítica del árbol y solicitó que se tomaran una serie de medidas de restauración de emergencia. Más tarde ese mismo mes, el Ayuntamiento cumplió con la solicitud y bajo la supervisión de ingeniero Ionel Lupu se realizó un tratamiento con abonos orgánicos para el suelo, caldo bordelés y repelente de insectos sobre la corteza, clave para asegurar la estructura del árbol, labor que antes estaba parcialmente cubierta por un andamiaje de soportes metálicos. Un día después del tratamiento, Ionel Lupu, el profesor Mandache Leocov y el profesor Liviu Antonesei junto con intelectuales locales y miembros del público, se reunieron cerca del árbol y abogaron por la replantación de tilos en el centro de la ciudad de Iaşi, al tiempo que acusaron al Ayuntamiento de una gran incompetencia en la gestión de los espacios verdes de la ciudad.

## Galería

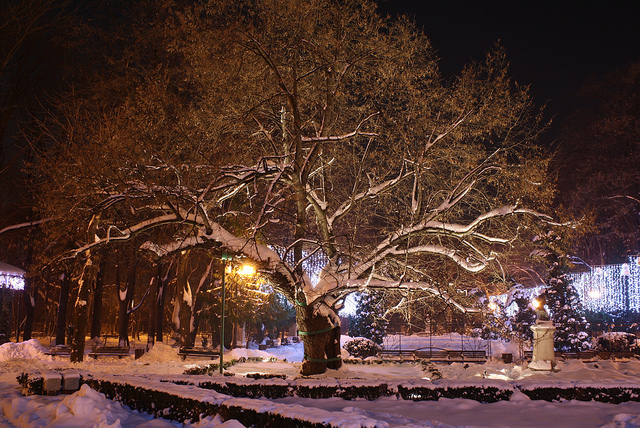
Tilo en diciembre de 2012.
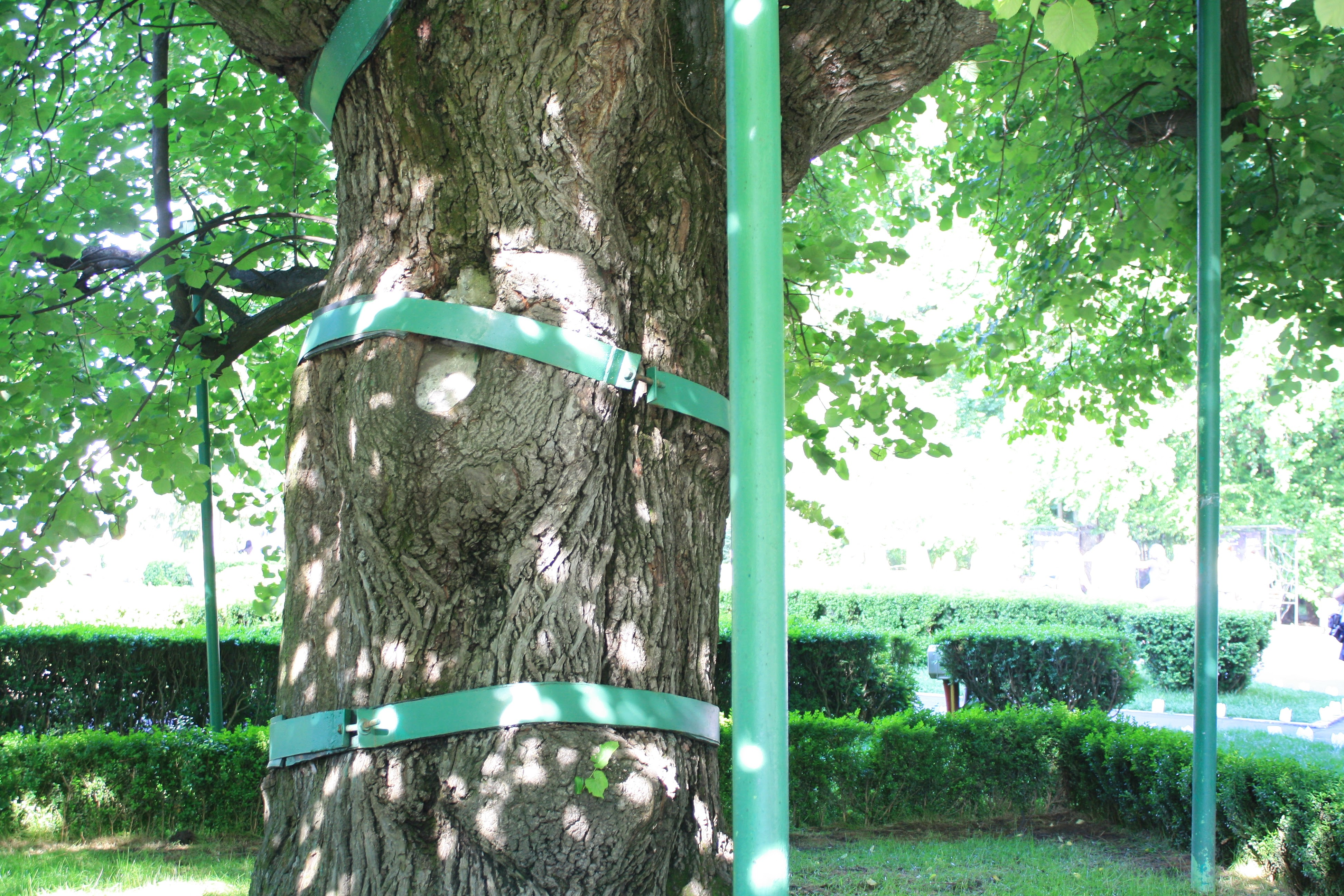
Soportes metálicos.
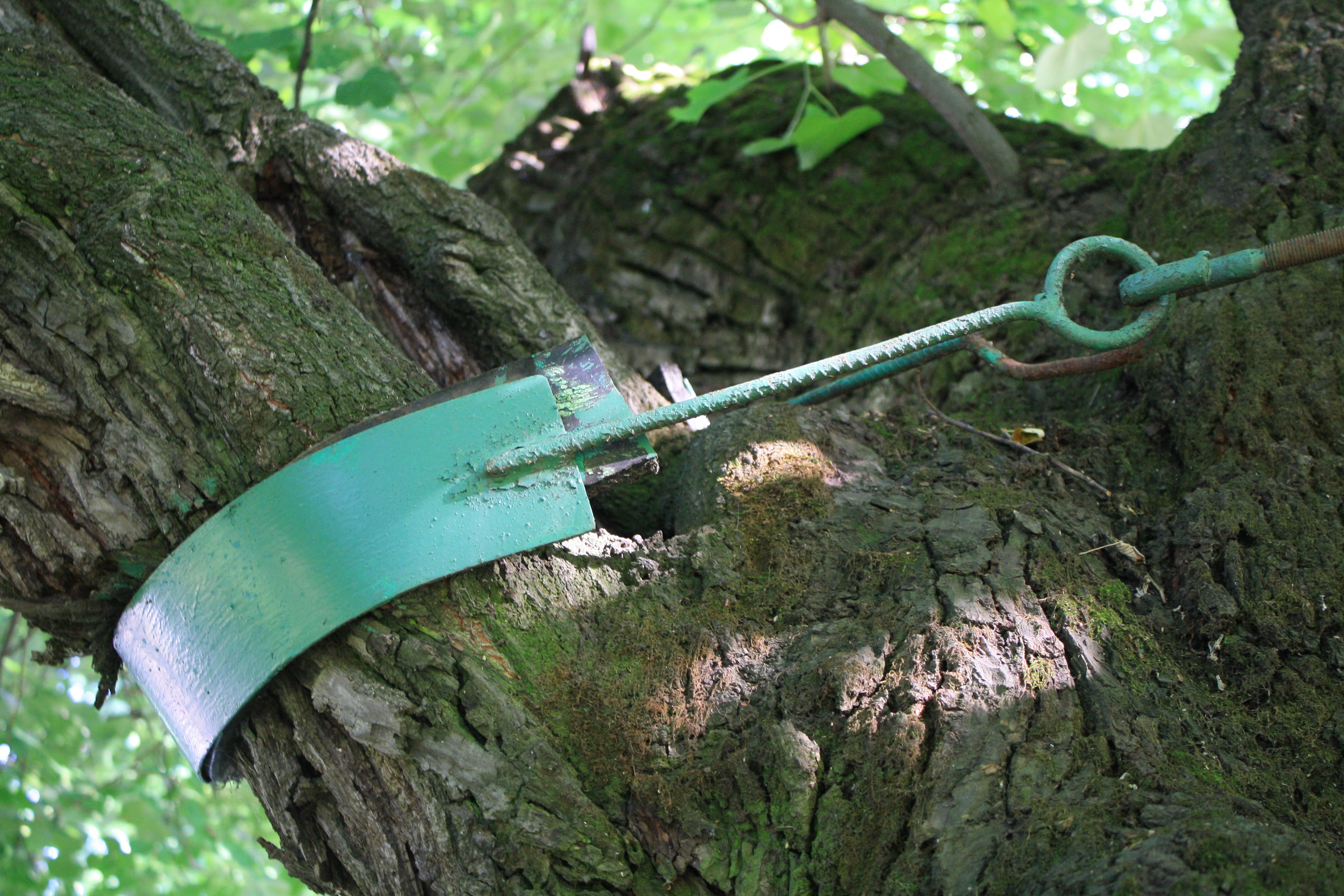
Soportes metálicos en detalle.
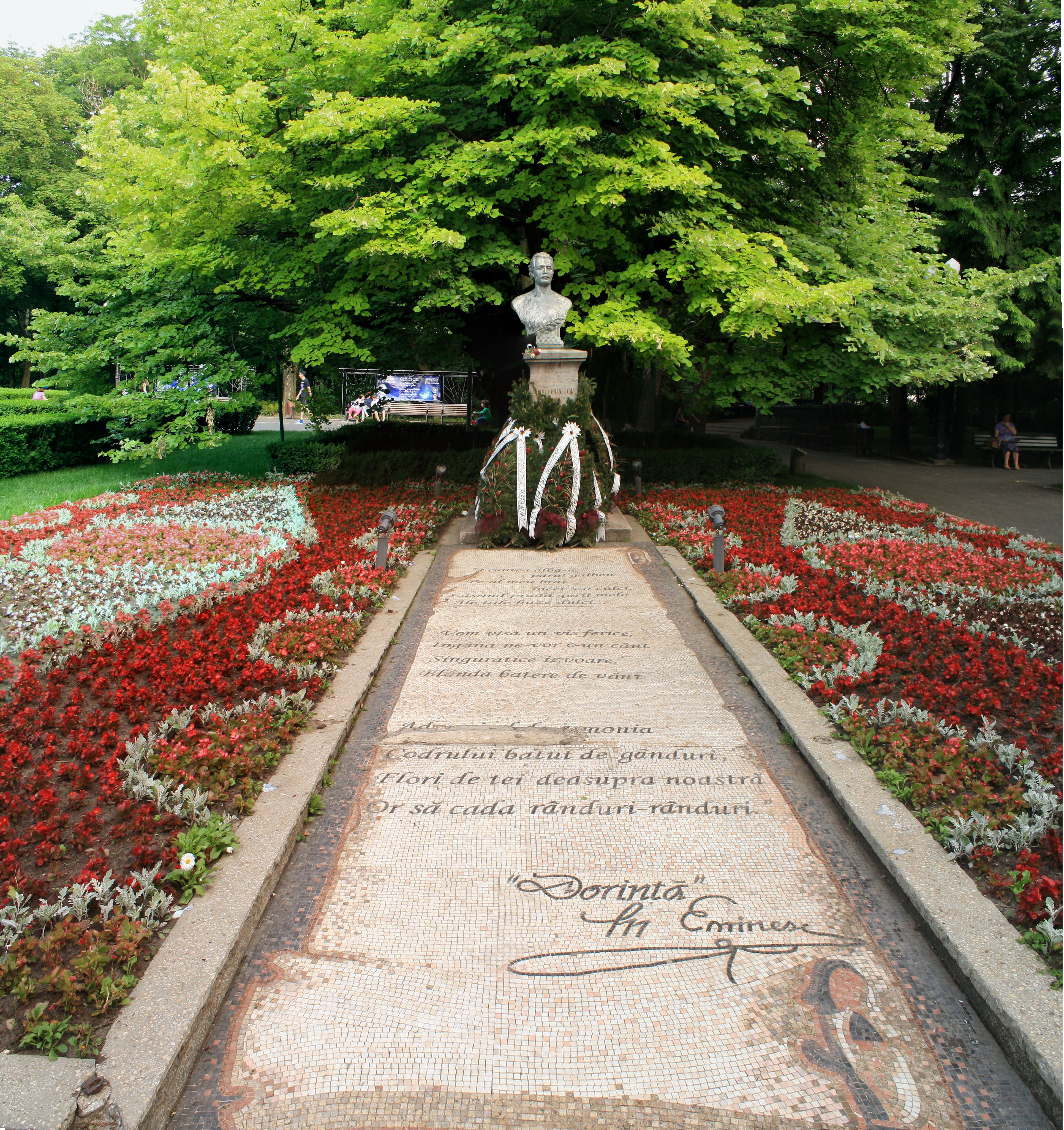
Mosaico frente al busto con un poema de Eminescu.